# Листопад 2000
Листопад 2000 — одинадцятий місяць 2000 року, що розпочався в понеділок 1 листопада та закінчився у четвер 30 листопада.

## Події
- 7 листопада — на президентських виборах у США республіканець Джордж Вокер Буш перемагає демократа Альберта Ґора, але кінцевий результат невідомий близько місяця через фальсифікацію голосів у Флориді.
- 16 листопада — Білл Клінтон став першим президентом США, який відвідав В'єтнам.
- 17 листопада — Альберто Фухіморі відсторонений від посади президента Перу.
- 28 листопада — Олександр Мороз опублікував у ЗМІ рід аудіозаписів, на яких, за його заявами, є докази ряду злочинів зі сторони Леоніда Кучми, зокрема вбивство Георгія Гонгадзе. В історії ці події збереглись як касетний скандал.